# Carabao
Carabao (тайск. คาราบาว) — тайская группа, исполняющая в жанре фленг-фуэа-чивит, популярном в Таиланде и других азиатских странах. Группа была сформирована в 1980 году студентами Юэньонг Опакул (Aed), Кирати Промсака На Сакон Накхон (Keo или Khiao) и Санит Лимсила (Khai), которые встретились во время учебы в Технологическом институте Мапуа на Филиппинах. Слово carabao означает «буйвол», символ борьбы, упорного труда и терпения.
Они известны своими phleng phuea chiwit (เพลงเพื่อชีวิต), или «песнями для жизни», которые стали известны благодаря песням протеста политических потрясений 1970-х годов в Таиланде, особенно от группы Caravan. Carabao смешали акустический/фолк-стиль «phuea chiwit» с другими формами тайской музыки, западным роком и кантри-музыкой, а также различными видами уорлд-мьюзик, такими как латиноамериканская музыка и регги, заработав такие ярлыки, как «этнические рокеры» и «Короли 3Cha» или «Роллинг Стоунз Азии». MTV Asia приветствовало их как «ветеранов-песен-для-жизни».
Песни Carabao часто затрагивают социальные и политические вопросы, требуя социальной справедливости и поддерживая дела простых тайцев, но они также создали любовные песни и более философские песни с более общечеловеческими темами. Солист/автор песен Aed любим многими и также известен своим острым языком и открытой критикой коррумпированных политиков, крупного бизнеса и разрушения окружающей среды. По крайней мере одна или две песни из большинства альбомов группы вплоть до середины 90-х годов были запрещены правительством, и освещение группы редко появлялось на правительственных теле- и радиостанциях. Несмотря на это, Carabao является самой популярной тайской рок-группой всех времен.

## Дискография
Смотри статью «Дискография Carabao» в англ. разделе.